# Danh sách di sản thế giới tại Canada
Dưới đây là Danh sách Di sản thế giới tại Canada. Tính đến hết năm 2018, Canada có tổng cộng 19 di sản được UNESCO công nhận, trong đó có 10 di sản tự nhiên, 8 di sản văn hóa và 1 di sản hỗn hơp (mang cả giá trị tự nhiên và văn hóa). Di sản đầu tiên được công nhận tại Canada là L'Anse aux Meadows và Khu bảo tồn vườn quốc gia Nahanni được UNESCO công nhận vào năm 1978, trong khi di sản gần đây nhất được công nhận là Pimachiowin Aki được công nhận vào năm 2018. Nó cũng là di sản thế giới hỗn hợp đầu tiên và duy nhất cho đến nay tại Canada. Canada cũng có 2 di sản xuyên quốc gia (chung với Hoa Kỳ) là Các Khu bảo tồn và Vườn quốc gia: Kluane, Wrangell-St. Elias, Vịnh Glacier, Tatshenshini-Alsek và Công viên hòa bình quốc tế Waterton-Glacier. Ngoài các di sản được công nhận, Canada cũng duy trì một số lượng các di sản dự kiến.

## Danh sách
| Di sản                                                                                        | Hình ảnh | Vị trí                                                                          | Tiêu chí                              | Diện tích ha (mẫu Anh)                  | Năm công nhận | Mô tả | Tham khảo          |
| --------------------------------------------------------------------------------------------- | --- | ------------------------------------------------------------------------------- | ------------------------------------- | --------------------------------------- | ------------- | --- | ------------------ |
| Vườn quốc gia Núi Rocky của Canada                                                            | Hồ và rừng, phía xa là dãy núi Rocky với đỉnh núi phủ tuyết trắng.                                           | Alberta và British Columbia 51°25′B 116°29′T / 51,417°B 116,483°T               | Thiên nhiên: (vii), (viii)            | 2.306.884 (5.700.430)                   | 1984          | Với những đỉnh núi cao, sông băng, hồ, thác nước, hẻm núi và hang động đá vôi, các vườn quốc gia tạo nên di sản này minh họa các tính năng đặc biệt của Dãy núi Rocky. Hơn nữa, nơi đây chứa đựng một trong những địa điểm hóa thạch nổi tiếng nhất thế giới, Burgess Shale. | [ 1 ] [ 2 ]        |
| Công viên Khủng long tỉnh Alberta                                                             | Một hóa thạch khủng long tìm thấy tại vườn quốc gia.                                                         | Alberta 50°46′4″B 111°29′32″T / 50,76778°B 111,49222°T                          | Thiên nhiên: (vii), (viii)            | 7.493 (18.520)                          | 1979          | Công viên được chú ý vì vẻ đẹp của cảnh quan đất xấu vô cùng ấn tượng và các địa điểm hóa thạch lớn. Mẫu vật các loài khủng long Kỷ Creta đã được tìm thấy ở đây bao gồm cả 35 loài có niên đại hơn 75 triệu năm trước. | [ 3 ]              |
| Vườn quốc gia Gros Morne                                                                      | Mountain landscape with little vegetation and ocher stones.                                                  | Newfoundland và Labrador 49°37′B 57°32′T / 49,617°B 57,533°T                    | Thiên nhiên: (vii), (viii)            | 180.500 (446.000)                       | 1987          | Quá trình hình thành địa chất của lớp vỏ và vỏ đại dương, một phần của kiến tạo địa tầng cùng các lớp trầm tích đá hình thành trong kỷ Ordovic, đá granit thời kỳ Tiền Cambri và đá lửa Đại Cổ sinh, vườn quốc gia này minh họa cho quá trình trôi dạt lục địa, nơi lớp vỏ đại dương và đất đá của lớp vỏ trái đất nằm tiếp xúc. Vườn quốc gia có những vịnh hẹp nước ngọt, chỏm băng, cùng hệ động vật phong phú, tao thành vẻ đẹp tự nhiên của khu vực hoang dã. | [ 4 ]              |
| Vực bẫy trâu Head-Smashed-In                                                                  | A line of rocks overlooking a plain.                                                                         | Alberta 49°44′58″B 113°37′26″T / 49,74944°B 113,62389°T                         | Văn hóa: (vi)                         | —                                       | 1981          | Khu vực còn lại của một trại săn bắt, những con đường mòn và một phần mộ chứa đựng xương của Bò bison châu Mỹ minh chứng cho hoạt động săn bắt 6000 năm bằng việc lùa chúng ra một vách đá cao để chúng chết và giết thịt. Địa danh lịch sử này đã được công nhận là Di sản thế giới bởi giá trị lịch sử về bức tranh cuộc sống thời tiền sử và phong tục của những người thổ dân bản địa. | [ 5 ]              |
| Quận lịch sử của Québec cổ                                                                    | Relatively tall and narrow five storied building of grey stone with a dark roof and an attached clock tower. | Thành phố Quebec, Quebec 46°48′34″B 71°12′38″T / 46,80944°B 71,21056°T          | Văn hóa: (iv), (vi)                   | —                                       | 1985          | Được thành lập bởi người Pháp vào thế kỷ 17, quần thể các công trình của Québec cổ là ví dụ hoàn chỉnh nhất của một thị trấn công sự châu Âu phía bắc Mexico. | [ 6 ]              |
| Vách hóa thạch ở Joggins                                                                      | Fossilized tree trunk in a rock face.                                                                        | Nova Scotia 45°42′35″B 64°26′9″T / 45,70972°B 64,43583°T                        | Thiên nhiên: (viii)                   | 689 (1.700); buffer zone 29 (72)        | 2008          | Di chỉ cổ sinh vật này có chứa các dữ liệu hóa thạch đầy đủ nhất trên mặt đất của Kỷ Than đá, bao gồm các loài động vật và thực vật của những khu rừng nhiệt đới thời kỳ đó. | [ 7 ]              |
| Các khu bảo tồn và Vườn quốc gia: Kluane, Wrangell-St. Elias, Glacier Bay, Tatshenshini-Alsek | A glacier, mountains of black gravel and snowcovered mountains.                                              | British Columbia và Yukon*; Alaska, Hoa Kỳ* 61°12′B 141°0′T / 61,2°B 141°T      | Thiên nhiên: (vii), (viii), (ix), (x) | 9.839.121 (24.313.000)                  | 1979          | Những vườn quốc gia và khu bảo tồn này bao gồm vùng băng đá không phân cực lớn nhất thế giới, một số trong số đó là những sông băng lớn nhất thế giới và một phong cảnh núi non được hình thành bởi hoạt động kiến tạo địa chất. Nơi đây còn là nhà của một số loài động vật bị đe dọa như gấu, chó sói, tuần lộc và cừu Dall. | [ 8 ] [ 9 ] [ 10 ] |
| Phong cảnh Grand-Pré                                                                          | Grand Pré memorial church and statue of Évangeline.                                                          | Nova Scotia 45°7′6″B 64°18′26″T / 45,11833°B 64,30722°T                         | Văn hóa: (v), (vi)                    | 1.323 (3.270)                           | 2012          | Các cảnh quan Grand Pré là một ví dụ đặc biệt của sự thích nghi của những người định cư châu Âu đầu tiên với các điều kiện của bờ biển Đại Tây Dương ở Bắc Mỹ. Nó cũng được ghi là một tượng đài sống của người Acadians về cuộc sống và Đại Trục xuất (1755-1764). | [ 11 ]             |
| Địa điểm Lịch sử Quốc gia L'Anse aux Meadows                                                  | Grass-covered house with wooden chimneys.                                                                    | Newfoundland và Labrador 51°28′0″B 55°37′0″T / 51,46667°B 55,61667°T            | Văn hóa: (vi)                         | —                                       | 1978          | Những gì còn lại của một khu định cư thế kỷ thứ 11 là địa danh đầu tiên và duy nhất được biết đến có sự hiện diện của những người Bắc Âu ở Bắc Mỹ và là khu định cư châu Âu được biết đến sớm nhất ở Bắc Mỹ ngoài Greenland. | [ 12 ]             |
| Vườn quốc gia Miguasha                                                                        | Forested mountains with rocks and pebble beach.                                                              | Bán đảo Gaspé, Quebec 48°6′18″B 66°21′11″T / 48,105°B 66,35306°T                | Thiên nhiên: (viii)                   | 87 (210)                                | 1999          | Vườn quốc gia này là địa điểm khảo cổ điển hình Kỷ Devon với những hóa thạch có niên đại 370 triệu năm trước. Tại đây bao gồm một số mẫu vật của các loài Cá vây thùy được bảo quản tốt nhất thế giới. | [ 13 ]             |
| Mistaken Point                                                                                | An Ediacaran fossil found at Mistaken Point.                                                                 | Newfoundland và Labrador 46°37′55″B 53°11′25″T / 46,63194°B 53,19028°T          | Thiên nhiên: (viii)                   | 570 (1.400)                             | 2016          | Mistaken Point là địa điểm chứa các bằng chứng cổ xưa nhất được biết đến về cuộc sống đa bào đầu trên hành tinh với các hóa thạch có niên đại khoảng 560-575 triệu năm tuổi. | [ 14 ]             |
| Vườn quốc gia Nahanni                                                                         | Large but relatively low waterfall through rocks.                                                            | Các Lãnh thổ Tây Bắc 61°33′B 125°35′T / 61,55°B 125,583°T                       | Thiên nhiên: (vii), (viii)            | 476.560 (1.177.600)                     | 1978          | Khu vực tự nhiên này chứa những hẻm núi sâu đến 1000 mét, các thác nước điển hình ở Bắc Mỹ, suối nước nóng cùng hệ thống hang động đá vôi vô cùng độc đáo. Vườn quốc gia là nơi sinh sống của nhiều loài động vật bị đe dọa như gấu xám Bắc Mỹ, cừu Dall, tuần lộc, chó sói và dê núi. | [ 15 ]             |
| Thị trấn cổ Lunenburg                                                                         | Churches and brightly colored houses near the water.                                                         | Nova Scotia 44°22′34″B 64°18′33″T / 44,37611°B 64,30917°T                       | Văn hóa: (iv), (v)                    | —                                       | 1995          | Thị trấn độc đáo này lưu giữ những kiến trúc độc đáo như là một trong số những ví dụ tốt nhất của một khu định cư người Anh tại thuộc địa. | [ 16 ]             |
| Trạm săn bắt cá voi Red Bay                                                                   | Red Bay seen from the harbour.                                                                               | Red Bay, Newfoundland và Labrador 51°43′55″B 56°25′32″T / 51,73194°B 56,42556°T | Văn hóa: (iii), (iv)                  | 313 (770)                               | 2013          | Giữa năm 1550 và những năm đầu thế kỷ 17, Red Bay là một khu vực đánh bắt cá voi lớn của Người Basque. Nơi đây còn lưu giữ lại ba chiếc thuyền buồm đánh bắt cá voi và bốn chiếc thuyền Chalupa nhỏ được sử dụng trong việc bắt cá voi. Việc phát hiện ra các tàu khiến Red Bay một trong những địa điểm khảo cổ dưới nước quý giá nhất ở châu Mỹ. | [ 17 ]             |
| Kênh đào Rideau                                                                               | A small canal with a set of locks leading from a river near a large city.                                    | Ontario 45°0′B 75°46′T / 45°B 75,767°T                                          | Văn hóa: (i), (iv)                    | 21.455 (53.020); vùng đệm 2.363 (5.840) | 2007          | Đây là hệ thống kênh đào hoạt động liên tục lớn nhất Bắc Mỹ. Nó kết nối Ottawa trên sông Ottawa với Kingston bên hồ Ontario. Được xây dựng năm 1832 bởi người Anh nhằm kiểm soát khu vực và cũng như là một biện pháp phòng ngừa trong trường hợp chiến tranh với Hoa Kỳ, với việc bố trí một số công trình phòng thủ ở Kingston. Con kênh này vẫn được sử dụng, với nhiều cấu trúc nguyên vẹn ban đầu. | [ 18 ]             |
| SGang Gwaay                                                                                   | Clearance in a forest.                                                                                       | British Columbia 52°5′42″B 131°13′13″T / 52,095°B 131,22028°T                   | Văn hóa: (iii)                        | —                                       | 1981          | Ninstints là một ngôi làng của người Haida, phần chính của Khu bảo tồn vườn quốc gia Gwaii Haanas và di sản Haida tại Haida Gwaii, những gì còn sót lại là các ngôi nhà, phù điêu bằng gỗ cùng những ngôi mộ. Tất cả thể hiện cho nghệ thuật chạm khắc tinh tế, cuộc sống, tín ngưỡng và mối quan hệ gắn bó của người Haida với thiên nhiên và với ông bà tổ tiên, những người đã khuất. | [ 19 ]             |
| Công viên hòa bình quốc tế Waterton-Glacier                                                   | Herbst Glacier on the US side of Waterton Glacier International Peace Park.                                  | Alberta*; Montana, Hoa Kỳ* 49°0′B 113°54′T / 49°B 113,9°T                       | Thiên nhiên: (vii), (ix)              | 457.614 (1.130.790)                     | 1995          | Đây là công viên hòa bình quốc tế đầu tiên trên thế giới. Nó được thành lập vào năm 1932, bao gồm Vườn quốc gia Các hồ Waterton của Canada và Vườn quốc gia Glacier. Tại đây có phong cảnh tự nhiên vô cùng tuyệt đẹp, cùng hệ động thực vật hoang dã phong phú,các đồng cỏ, rừng, các đỉnh núi cao phủ đầy tuyết tạo ra một khu vực khí hậu đặc biệt ở Bắc Mỹ. | [ 20 ]             |
| Vườn quốc gia Wood Buffalo                                                                    | Frontal view of a buffalo.                                                                                   | Alberta và Các Lãnh thổ Tây Bắc 59°22′B 112°18′T / 59,367°B 112,3°T             | Thiên nhiên: (vii), (ix), (x)         | 4.480.000 (11.100.000)                  | 1983          | Đây là vườn quốc gia lớn nhất tại Canada, vườn quốc gia lớn thứ hai thế giới. Được thành lập vào năm 1922, vườn quốc gia này bảo vệ quần thể loài Bò rừng bizon núi lớn nhất thế giới với khoảng 5.000 cá thể. Cảnh quan tự nhiên tại cửa sông Peace và sông Athabasca (một trong những vùng đồng bằng nước ngọt lớn nhất thế giới) cùng với những khu rừng lá kim, những đồng cỏ rộng lớn (đồng cỏ cói còn lại duy nhất tại Bắc Mỹ), kết hợp với núi đá, đồng bằng muối tạo ra cảnh quan thiên nhiên đầy màu sắc. Suối Alberta là dòng suối lớn nhất Bắc Mỹ về khối lượng nằm trong hệ thống thoát nước sông Jackfish. | [ 21 ]             |
| Pimachiowin Aki                                                                               | Bức tường đá tại Công viên tỉnh Woodland Caribou.                                                            | Manitoba và Ontario 51°B 95°T / 51°B 95°T                                       | Hỗn hợp: (iii), (vi), (ix)            | 2.904.000 (7.180.000)                   | 2004          | Pimachiowin Aki có nghĩa là "Vùng đất cho cuộc sống" là một cảnh quan rừng cắt qua các con sông và được bao phủ bởi các hồ, vùng đất ngập nước và rừng thông boreal. Nó là một phần của ngôi nhà tổ tiên của Anishinaabe, một nhóm các dân tộc bản địa sống bằng nghề câu cá, săn bắt và hái lượm. Khu vực này bao gồm các vùng đất truyền thống của 4 cộng đồng Anishinaabe. Đây là một ví dụ đặc biệt về truyền thống văn hóa Ji-ganawendamang Gidakiiminaan ("giữ đất"), tôn vinh những món quà của Đấng Tạo Hóa, tôn trọng mọi hình thức sống và duy trì mối quan hệ hài hòa với những người khác. Một mạng lưới các khu vực sinh kế phức tạp, các khu vực sinh sống, các tuyến đường du lịch và các địa điểm lễ nghi, thường được liên kết bởi các tuyến đường thủy, thể hiện truyền thống này. | [ 23 ]             |

## Di sản dự kiến
Dưới đây là danh sách các di sản dự kiến (bao gồm cả các phần mở rộng của di sản đã được công nhận) của Canada. Danh sách này có thể được cập nhật bất cứ lúc nào, và nó là điều kiện tiên quyết để một địa danh được xem xét công nhận Di sản thế giới.
| Địa điểm                                     | Hình ảnh | Vị trí                                                           | Tiêu chuẩn                                  | Diện tích ha (mẫu Anh) | Năm đệ trình | Mô tả |
| -------------------------------------------- | --- | ---------------------------------------------------------------- | ------------------------------------------- | ---------------------- | ------------ | --- |
| Áísínai’pi                                   | A petroglyph from Writing-on-Stone Provincial Park, Alberta, Canada.                                                           | Alberta 49°04′55″B 111°37′1″T / 49,08194°B 111,61694°T           | Văn hóa: (i), (iii), (iv)                   | 1.780 (4.400)          | 2004         | Địa điểm có chứa mức độ lớn nhất của nghệ thuật đá ở Đại Bình địa Bắc Mỹ và là một địa điểm thiêng liêng đối với người Niitsítapi (Blackfoot). |
| Gwaii Haanas                                 | Windy Bay forest in Gwaii Haanas National Park Reserve.                                                                        | British Columbia 52°23′21″B 131°28′16″T / 52,38917°B 131,47111°T | Hỗn hợp: (iii), (v), (vi), (vii), (ix), (x) | 147.000 (360.000)      | 2004         | Khu vực này bao gồm cả khu vực bảo tồn tự nhiên cả trên mặt đất lẫn trên biển và là một minh chứng cho những di sản văn hóa phong phú về người Haida. Địa điểm bao gồm cả SGang Gwaay là một địa danh đã được công nhận là di sản thế giới với tiêu chuẩn văn hóa (iii năm 1981. |
| Ivvavik / Vuntut / Đảo Herschel (Qikiqtaruk) | Vuntut National Park. | Yukon 69°31′11″B 139°31′30″T / 69,51972°B 139,525°T              | Hỗn hợp: (iv), (v), (vii), (viii), (x)      | 1.550.000 (3.800.000)  | 2004         | Khu vực bao gồm một diện tích 15.500 km² của vùng hoang dã trên khu vực đồng bằng ven biển Yukon, bao gồm cả vùng đất ngập nước quan trọng. Là một khu vực không bao giờ bị bao phủ bởi phủ băng tuyết, nó có chứa những hóa thạch cổ sinh vật học và là một khu vực quan trọng trong lịch sử của người bản địa châu Mỹ. Đây là nơi có 10 % số lượng tuần lộc trên thế giới. |
| Quttinirpaaq                                 | Gull Glacier ("Hand of God") at Tanquary Fiord opposite to Parks Canada campsite, Quttinirpaaq National Park, Nunavut, Canada. | Nunavut 82°13′B 72°13′T / 82,217°B 72,217°T                      | Hỗn hợp: (iii), (vii), (viii), (x)          | 3.777.500 (9.334.000)  | 2004         | Quttinirpaaq nằm ở phần xa nhất về phía bắc của Canada, bao gồm một lượng lớn các hoang mạc ở Bắc Cực, khu vực được chú ý đặc biệt bởi địa mạo và hệ động vật hoang dã, là nơi có ngọn núi cao nhất ở miền đông Bắc Mỹ, Núi Barbeau (2.616 m). Nó cũng chứa mức độ nhiều nhất của các địa điểm trước khi cuộc khảo sát tại Bắc Cực, bao gồm cả các địa điểm liên kết với các cư dân người chứng sớm nhất của khu vực xa xôi này. |
| The Klondike                                 | Klondikers carrying supplies ascending the Chilkoot Pass, 1898.                                                                | Yukon 64°B 139°T / 64°B 139°T                                    | Văn hóa: (iv), (v)                          |                        | 2004         | Các địa điểm của Klondike là một cảnh quan văn hóa nối tiếp nhau trong lãnh thổ đầu tiên của đất nước, bao gồm các trại cá bản địa, đường mòn Chilkoot, những điểm khai thác vàng Klondike và khu di tích lịch sử của Dawson. Chúng minh họa cuộc sống trước, trong và sau giai đoạn phát triển ở Klondike Gold Rush từ 1896-1898, địa điểm khai thác vàng cuối cùng và nổi tiếng nhất trong thế kỷ 19 trên thế giới. Nó cũng được dự định như là một di sản xuyên quốc gia cùng với Klondike ở Alaska, tuy nhiên các địa điểm ở Hoa Kỳ đề xuất, bao gồm cả khu vực lịch sử của Skagway chưa có tên trong danh sách dự kiến của Hoa Kỳ. |